# 孟家庄镇
孟家庄镇，是中华人民共和国河北省石家庄市平山县下辖的一个乡镇级行政单位。

## 行政区划
孟家庄镇下辖以下地区：
孟家庄村、上文都村、石板村、北坪村、元坊村、老坟村、西白面红村、东白面红村、张家川村、曹家庄村、大岭沟村、下庄村、上庄村、苇地村、下寺村、钓鱼台村、刘家湾村、六亩元村、六西岸村、木口村、土岸村和顺草沟村。